# Verkehrsgemeinschaft Fichtelgebirge
Die Verkehrsgemeinschaft Fichtelgebirge (VGF) ist ein 1986 gegründeter Zusammenschluss der regionalen Busunternehmen im Landkreis Wunsiedel. Er ist hauptsächlich für die Fahrplankoordinierung zuständig, jährlich erscheint ein kostenloses Fahrplanheft. Die Verkehrsgemeinschaft ist Mitglied im Verkehrsverbund Großraum Nürnberg und bietet keinen eigenen Tarif an.

## Beteiligte Verkehrsunternehmen
Folgende Unternehmen sind an der Verkehrsgemeinschaft Fichtelgebirge beteiligt:
- Verkehrsbetriebe Bachstein GmbH (VB)
- Biersack Reisen eK
- DB Ostbayernbus

Folgende Subunternehmer fahren Auftragsleistungen für die Verkehrsgemeinschaft Fichtelgebirge:
- Omnibus Göttel
- Fa. Paul Gründl
- Bustouristik Hirsche
- Laube Reisen
- Fa. Ferdinand Meisl
- Bus-Verkehr-Selb (BVS)
- Fa. Günther Pöllmann
- Schödel Reisen
- Verkehrsbetrieb Detlef Stößner
- VM Touristik, M. Viol

## Weblink
- Website der Verkehrsgemeinschaft Fichtelgebirge